# 33195 Davenyadav
33195 Davenyadav è un asteroide della fascia principale. Scoperto nel 1998, presenta un'orbita caratterizzata da un semiasse maggiore pari a 2,5352115 UA e da un'eccentricità di 0,0862373, inclinata di 3,29840° rispetto all'eclittica.